# Gare de Fallowfield
La  gare de Fallowfield à Ottawa est une gare Via Rail Canada desservie principalement par les trains de la ligne entre Toronto et Ottawa.

## Histoire
La gare de Fallowfield est mise en service le 1er novembre 2002 à côté de la station terminus des autobus OC Transpo

## Service des voyageurs

### Accueil
Dispose d'un bâtiment voyageurs avec guichet et personnel. La gare est ouverte tous les jours. Elle est accessible aux personnes à la mobilité réduite, notamment en fauteuil roulant. Elle est équipée d'un wifi.

### Desserte
Tous les trains en provenance de Toronto s'y arrêtent, ainsi que certains trains en provenance de Montréal.

### Intermodalité
Des parkings sont situés à proximité immédiate. La gare est desservie par de nombreux bus OC Transpo et notamment ceux du réseau Transitway.